# Illa Llatzaret
Illa Llatzaret – wyspa na Balearach, położona w ujściu portu w Maó we wschodniej Minorce, obok Illa del Rei i Illa Plana.
W przeszłości istniał tam ogrodzony szpital zakaźny, przeznaczony m.in. dla trędowatych. W 1900 wyspa została oddzielona od lądu, jej brzegi ogrodzono podwójnym wysokim murem. Później wybudowano tu ośrodek wypoczynkowy dla hiszpańskiej służby zdrowia.